# عوام (عنوان دانشگاهی)
یک فرد عوام (به انگلیسی: commoner)، دانشجویی در برخی از دانشگاه‌ها در جزایر بریتانیا است که از نظر تاریخی هزینه‌های آموزش و تغذیه خود را می‌پردازد، معمولاً برخلاف پژوهشگران و بورسیه‌بگیران است که از آنها حمایت مالی می‌شد.

## کمبریج

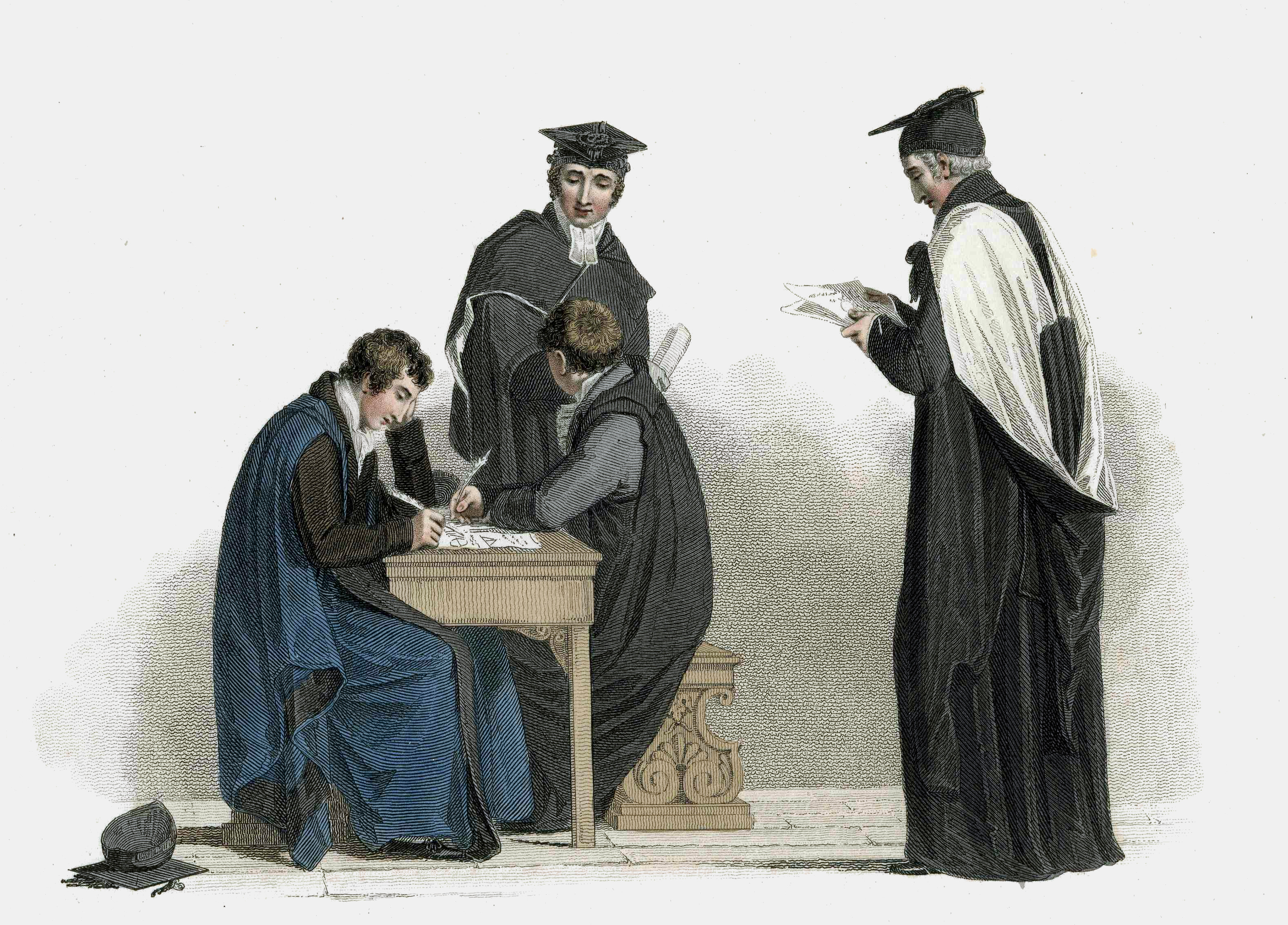
دانشگاهیان در کالج ترینیتی، کمبریج در سال ۱۸۱۵: یک مستمری بگیر در سمت چپ نشسته‌است، با دو استاد هنر (ایستاده، در ردا) و یک سیزار (پسر وسطی).

دانشجویان عوام در دانشگاه کمبریج به عنوان مستمری بگیران نیز شناخته می‌شدند. مستمری بگیران هزینه آموزش و تغذیه خود را پرداخت می‌کردند.
یک شخص عوام یک رتبه دانشجویی بالاتر از مستمری بگیران اما پایین‌تر از نجیب‌زادگان بود. آنها دو برابر شهریه پرداخت می‌کردند و از امتیازات بیشتری نسبت به مستمری بگیران برخوردار بودند، مانند معاشرت با دیگر دانشجویان عوام. از آنجایی که این افراد دارای ثروت قابل توجهی بودند، واجد شرایط دریافت بورسیه تحصیلی و کمک هزینه تحصیلی در برخی کالج‌ها نبودند. کسانی که به جای کلاه لبه‌دار از کلاه معمولی استفاده می‌کردند به عنوان دانشجوی عمومی یا عوام شناخته می‌شدند. آنها اغلب پسران دوم یا سوم اشراف بودند، برخلاف پسران نخست، که از درجه «نجیب» برخوردار بودند. امروزه، یک شخص عوام در کمبریج کسی است که از دسترسی به اتاق مشترک سال‌بالاها بدون عضویت لذت می‌برد.

## کالج ترینیتی، دوبلین
از لحاظ تاریخی، اکثریت اعضای جدید کالج ترینیتی، دوبلین، عوام (یا مستمری بگیران) هستند که باید هزینه‌های مشترک و شهریه را متمایز از دانش پژوهان و سیزارها بپردازند که هر دو اشتراک رایگان و در مورد دانش پژوهان، شهریه رایگان دریافت می‌کنند.
قبلاً، افراد عوام نیز وجود داشتند (Socii Comitates یا به احتمال زیاد Sociorum Commensales) که دو برابر هزینه‌های معمولی می‌پرداختند اما می‌توانستند مدرک خود را یک سال زودتر شروع کنند، پشت میز غذا می‌خوردند و یقه و آستین‌های مخملی می‌پوشیدند. بالاتر از اینها، اعیان (اشراف و پسران اعیان) بودند که چهار برابر شهریه می‌پرداختند و از امتیازات زیادی برخوردار بودند، از جمله منگوله‌های طلا و نقره بر جامه.

## آکسفورد

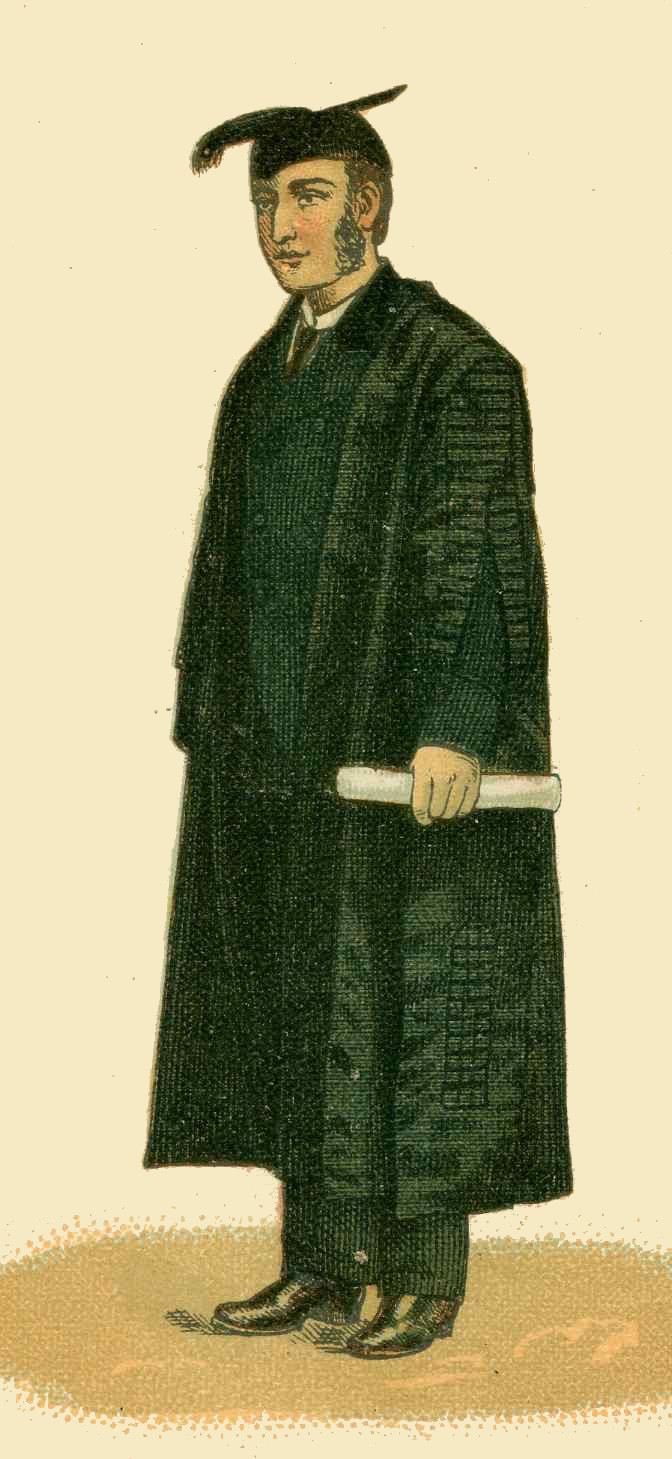
جنتلمن عامه آکسفورد. از سری جامه‌های اعضای دانشگاه آکسفورد از شریمپتون (۱۸۸۵)

در دانشگاه آکسفورد، یک دانشجوی معمولی بدون بورسیه یا حمایت مالی است.
یک جنتلمن عوام در دانشگاه آکسفورد، معادل شخص عوام در کمبریج، از نظر تاریخی در رتبه ای بالاتر از افراد عادی اما پایین‌تر از نجیب‌زاده‌ها قرار داشت. براساس مریام وبستر، اولین استفاده شناخته شده از «جنتلمن-عوام» در سال ۱۶۸۷بوده‌است.

## یادداشت
1. 1 2  Walker, R.D.H. (1997). "Glossary of Cambridge jargon". Retrieved 18 April 2013.
2. ↑  Bristed, p. 133
3. ↑  Bristed, p. 17
4. ↑  "Dr Ashley's Pleasure Yacht". Lutterworth Press. 2017. Retrieved 19 November 2018.
5. ↑  Alumni Dublinenses, Dublin, Alex. Thom & Co. Ltd. , 2 Crown Street, 1935
6. ↑  "Oxford Glossary". University of Oxford. 2012. Archived from the original on 11 March 2009. Retrieved 18 April 2013.
7. ↑  "Oxford Glossary". University of Oxford. 2018. Retrieved 15 November 2018.
8. ↑  "gentleman-commoner". Merriam-Webster Online. Merriam-Webster. Retrieved 18 April 2013.